# Санаторный (Карталинский район)
Санаторный — посёлок в Карталинском районе Челябинской области России. Входит в состав Анненского сельского поселения.

## География
Через посёлок протекает река Аят. Ближайший населённый пункт: посёлок Анненское. Расстояние до районного центра города Карталы 16 километров.

## История
Поселок основан в 1932 году, когда начали строить дом отдыха Магнитогорской межрайонной страховой кассы. 
В 1933 году дом отдыха стал пионерским лагерем для магнитогорских школьников.  
В июле 1941 голу в лагерь был эвакуирован детский дом (260 воспитанников).  
Весной — осенью 1942 года на его базе был военный госпиталь № 3790. 

## Инфраструктура
- Начальная школа,
- государственное бюджетное учреждение здравоохранения Челябинской области «Анненский детский санаторий для лечения туберкулеза всех форм».

## Население
| 2002 | 2010 |
| ---- | ---- |
| 232  | ↘86  |

## Улицы
- Мирная,
- Земляничная.